# Карпун, Юрий Николаевич
Юрий Николаевич Карпун (5 декабря 1944 — 15 сентября 2017) — советский и российский ботаник-дендролог, публицист, доктор биологических наук, профессор, основатель и директор Субтропического ботанического сада Кубани, основатель научной школы субтропического декоративного садоводства в России.

## Биография
В 1961 году начал трудовую деятельность агрономом колхоза «Заря Востока» Приморского края.
С 1976 года руководитель Субтропического ботанического сада Кубани (село Уч-Дере города Сочи). В 1986 защитил кандидатскую диссертацию, в 1995 — докторскую.
В 2002—2008 годах работал на кафедре ландшафтного и садово-паркового строительства Сочинского государственного университета.
С 2007 по 2015 год был старшим научным сотрудником в отделе цветоводства Всероссийского НИИ цветоводства и субтропических культур (ВНИИЦиСК).
Юрий Николаевич Карпун являлся председателем Комиссии по дендрологии при Совете ботанических садов России и Регионального Совета ботанических садов Юга России, членом Бюро Совета ботанических садов РАН и Совета ботанических садов СНГ, членом Ученого совета ВНИИЦиСК.
В его честь назван вид растений Magnolia carpunii M.S.Romanov & A.V.Bobrov (2003) — Магнолия Карпуна.

## Избранные труды
Автор и соавтор более 150 печатных работ, некоторые из них:
- Карпун Ю. Н. Эволюция семенных растений. — Сочи : Субтроп. ботан. сад Кубани, 2001. — 77 с.
- Carpun G. N. Evolution of seed plants / transl. M. S. Romanov. — Sochi: HBSK, 2004. — 91 p.
- Карпун Ю. Н. Декоративная дендрология Северного Кавказа : [учебник] / Ю. Н. Карпун, С. Б. Криворотов. — Краснодар : КубГАУ, 2009. — 471 с.
- Карпун Ю. Н. Субтропическая декоративная дендрология : [справочник]. — СПб. : ВВМ, 2010. — 581 с.
- Карпун Ю. Н. Субтропическое цветоводство : [справочник]. — Сочи : Кривлякин С. П., 2013. — 200 с.